# Yulis

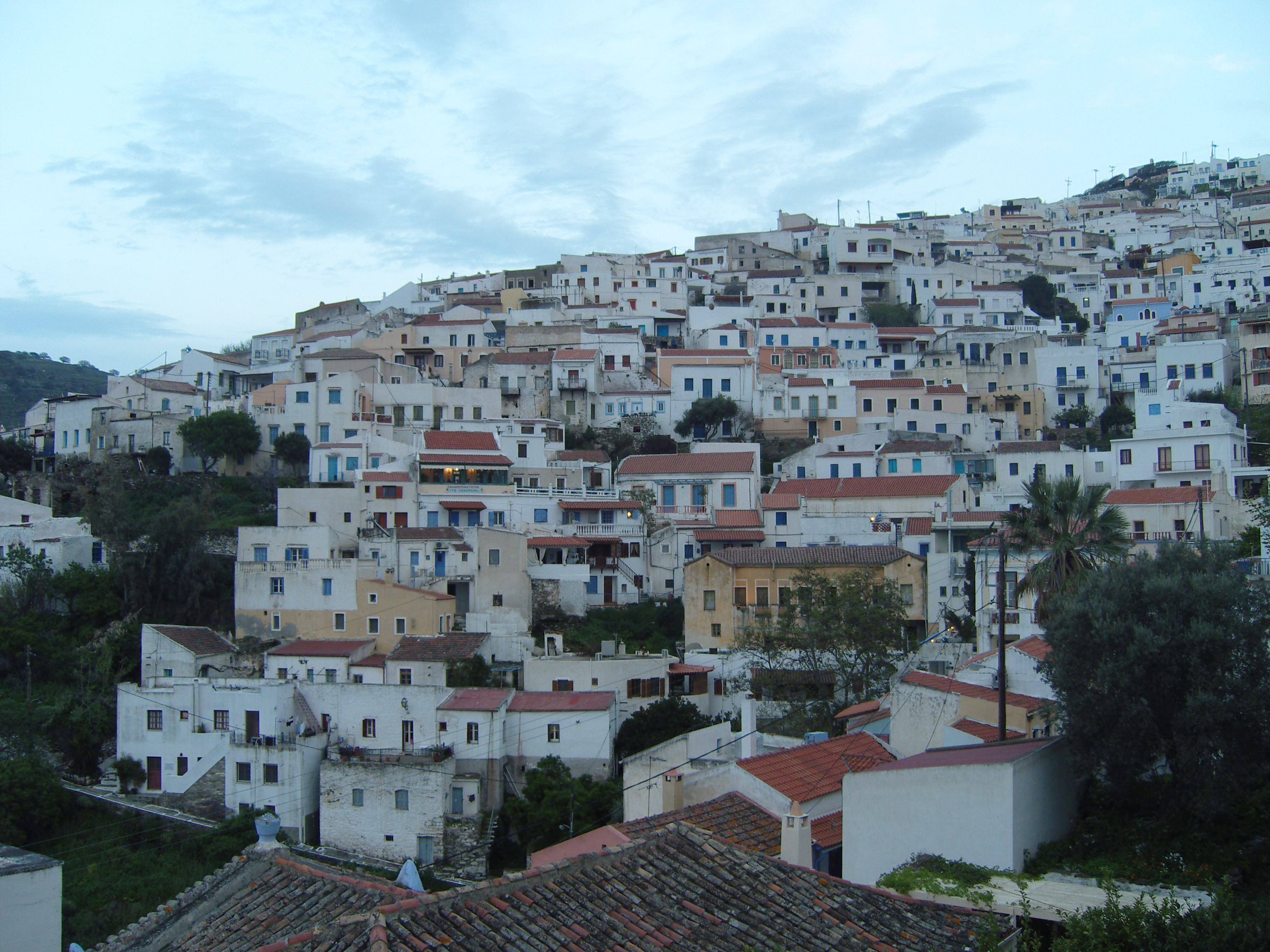
Vista de Yulis.

Yulis o Yúlide (en griego, Ιουλίς, Ιουλίδα) es el nombre de una localidad griega de la isla de Ceos. En el año 2011 su población era de 633 habitantes.

## Historia
Yulis fue la cuna de diversos personajes históricos célebres en la cultura de la Antigua Grecia: Baquílides, Simónides de Ceos, Aristón de Ceos, Pródico de Ceos o Erasístrato.
Estrabón la menciona como una de las cuatro ciudades de la isla, junto con Peesa, Cartea y Coresia y la ubica en una montaña, a veinticinco estadios del mar. Posteriormente Coresia se incorporó al territorio de Yulis. Menandro decía que era famosa la ley de Yulis según la cual «no debían vivir mal quien no puede vivir bien», que, al parecer, consistía en que cuando las personas llegaban a los sesenta años debían beber cicuta para que los alimentos que podía proporcionar la isla pudieran ser suficientes para todos. Incluso durante un asedio de los atenienses, los habitantes de Yulis aprobaron la muerte de los más viejos, pero cuando estaban decidiendo la edad límite entre la vida y la muerte, los atenienses levantaron el asedio. Este asedio ocurrió en fecha indeterminada aunque se piensa que pudo ser un ataque realizado por Milcíades el Joven.